# ヘルマン・シュトゥルク
ヘルマン・シュトゥルク（Hermann Struck、ヘブライ語名は ハイム・アハロン・ベン・ダヴィド :Chaim Aharon ben David 、1876年3月6日 - 1944年1月11日）はドイツ生まれのユダヤ人画家、イラストレーター、版画家である。1923年にパレスチナに移住した。ベルリン分離派のメンバーでもあった。

## 略歴
ベルリンのユダヤ人の商人の家族に生まれた。ベルリンの美術アカデミーでハンス・マイヤー(Hans Meyer: 1846-1919)に学び、版画（エッチング、リトグラフ）を得意とした。グラフィック・アートの分野で知られる存在になり、1904年にベルリン分離派のメンバーになり、1906年にはドイツ芸術家協会(Deutscher Künstlerbund)の会員になっている。1908年に出版したエッチングの教科書「Die Kunst des Radierens」は有名になった。マルク・シャガール、ロヴィス・コリントといった有名な画家たちに版画の技術を教えた。
正統派ユダヤ教の信徒であり、シオニズム運動の活動家になり、宗教的シオニズム、「ミズラチ」運動の初期メンバーの一人であった。1903年に初めてパレスチナを訪れた。第一次世界大戦中は東部戦線で軍人としてドイツ占領地域のユダヤ人の対策の仕事をした。1923年にイギリス統治下のパレスチナに移住した。パレスチナではエルサレムのベツァルエル美術デザイン学院で教え、テルアビブ美術館の創設者の一人になった。

## 作品

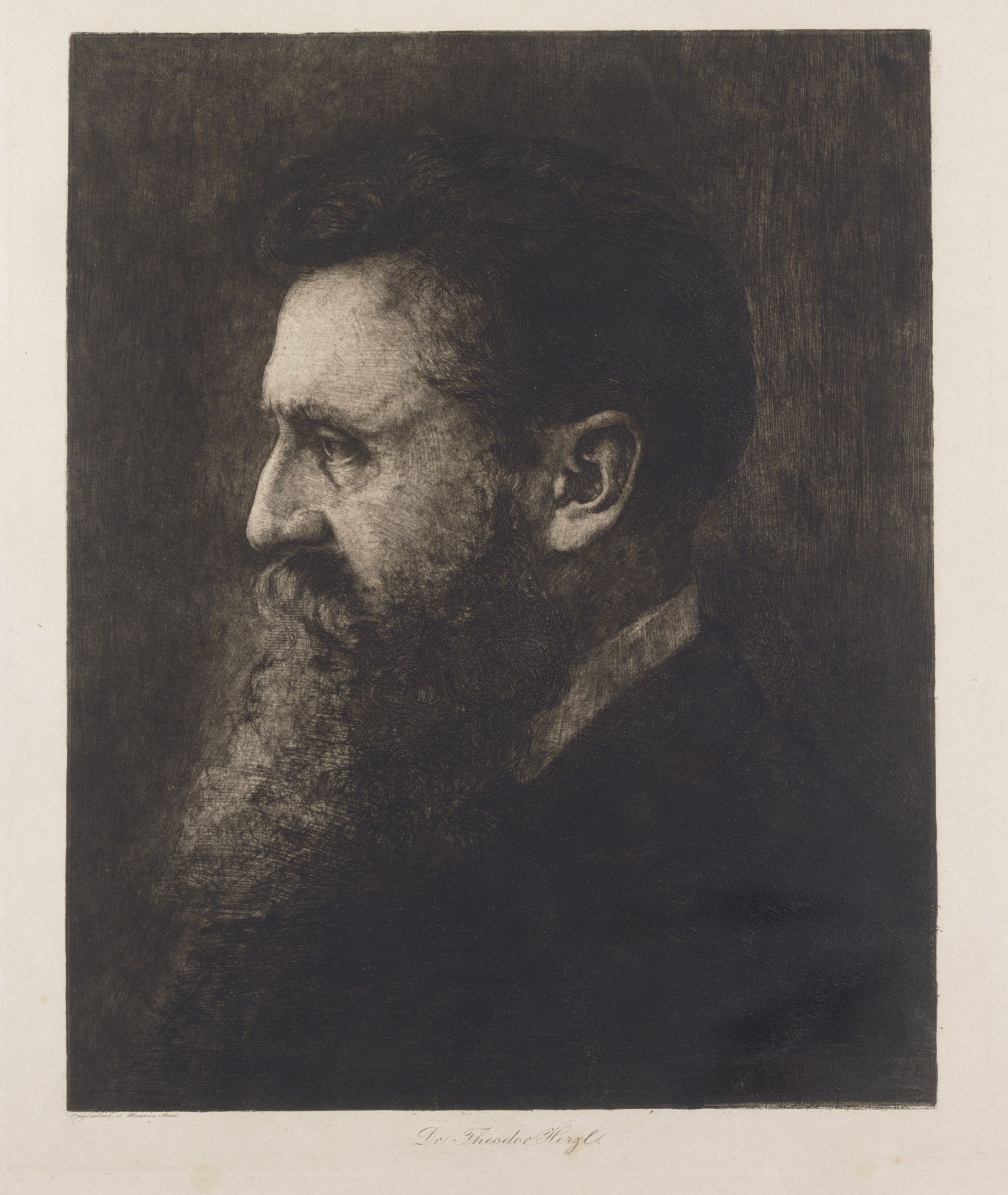
テオドール・ヘルツルの肖像、エッチング
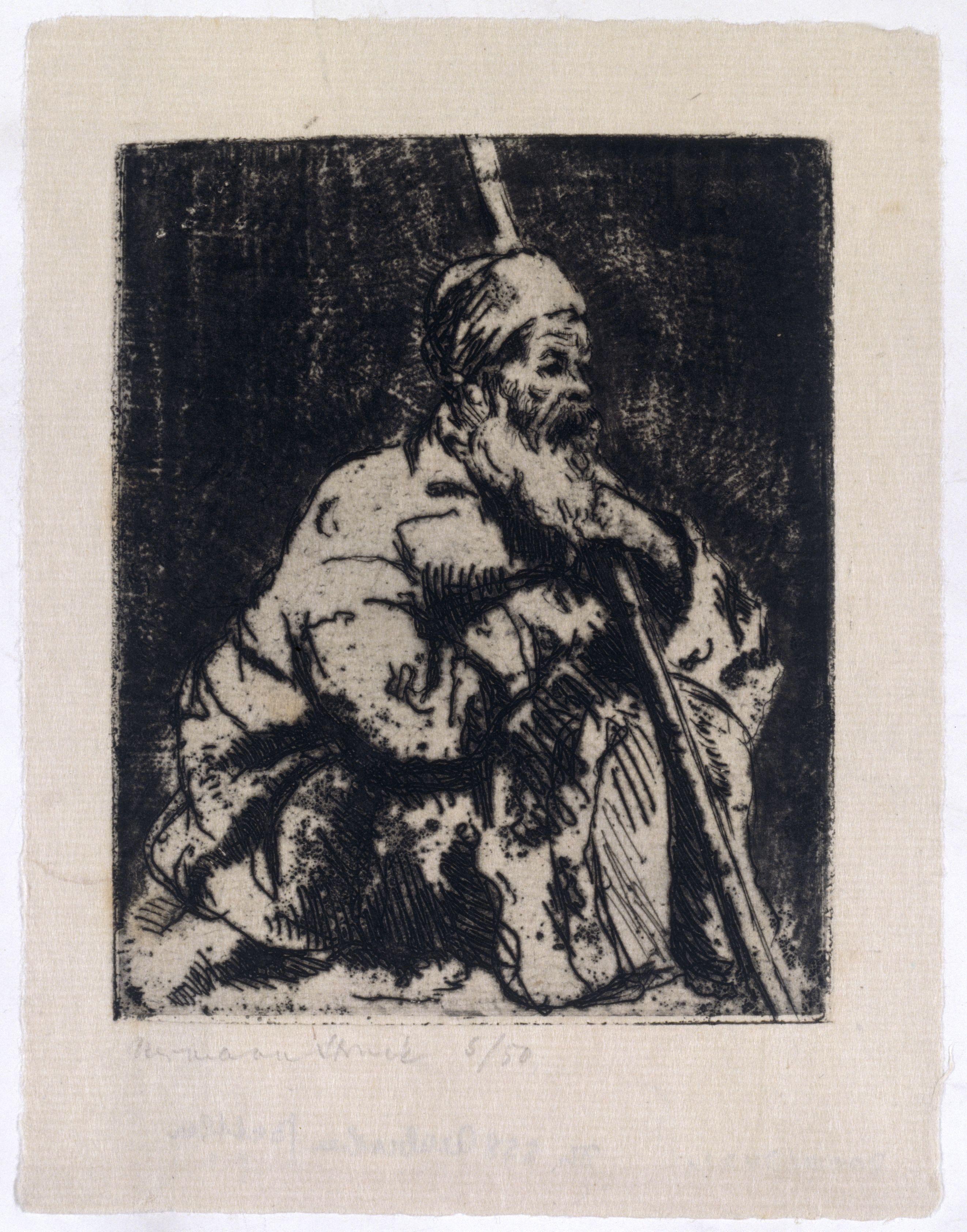
アラビアの乞食
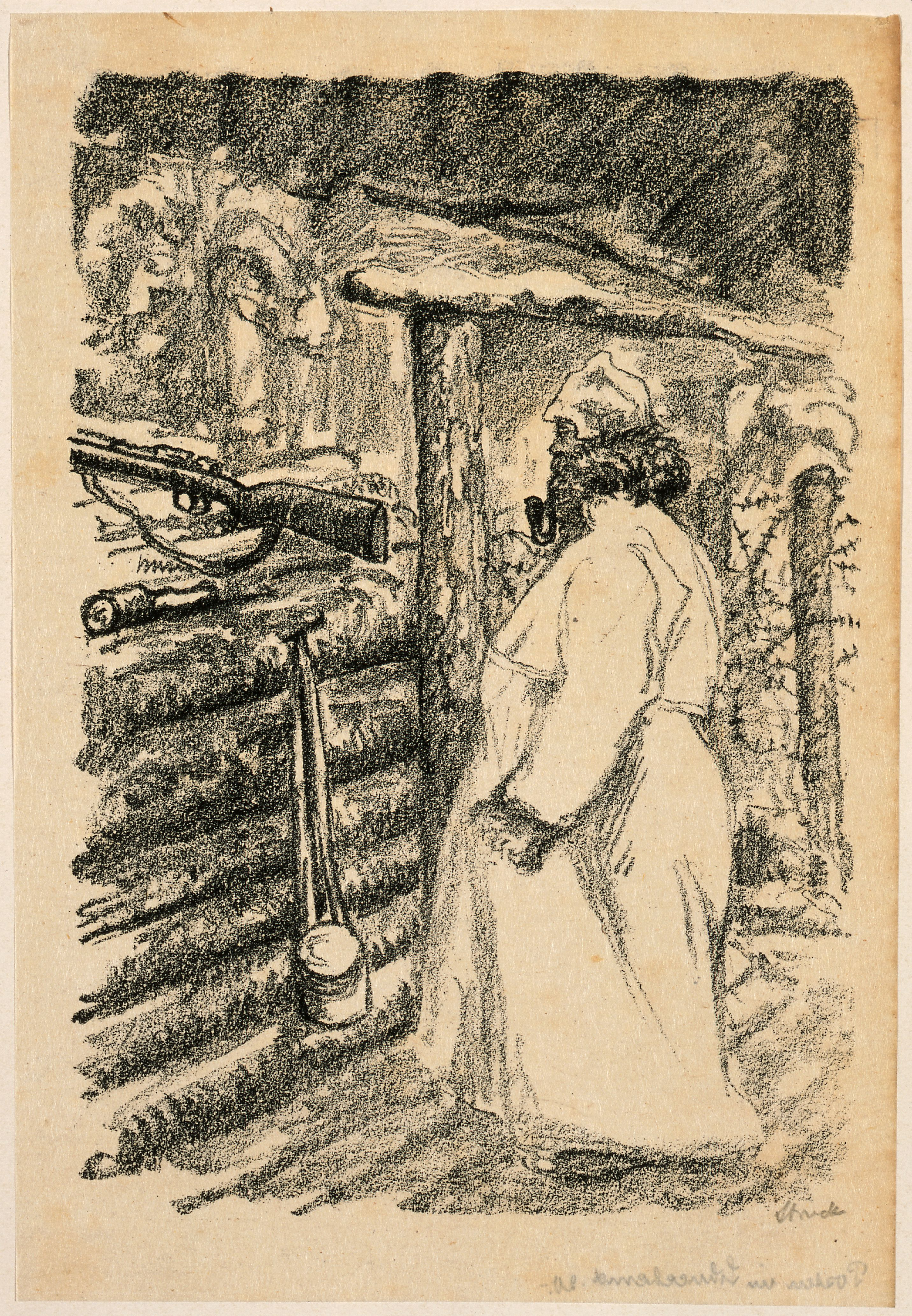
第一次世界大戦の情景、リトグラフ
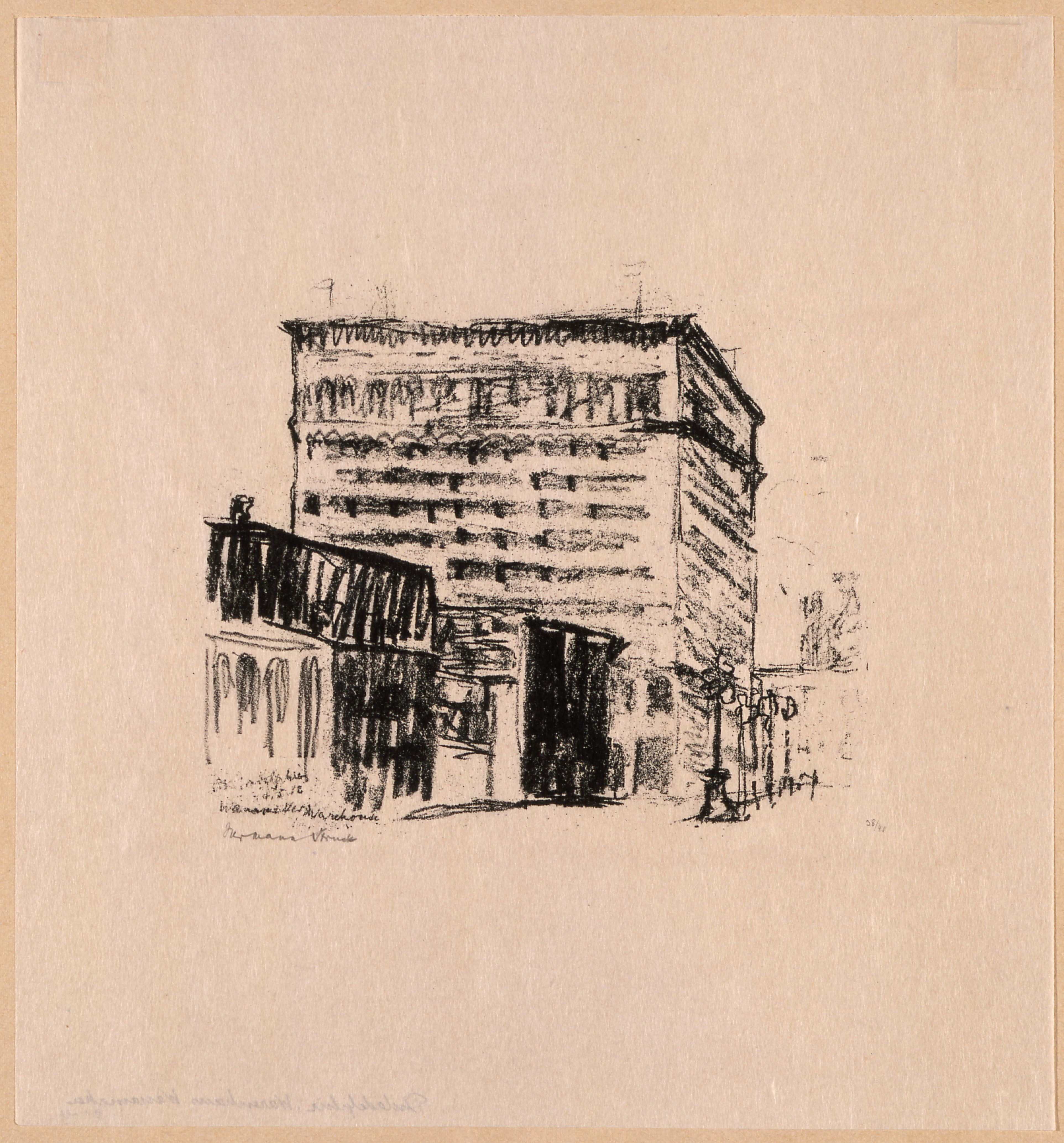